# 蔵春閣 (大倉別邸)
蔵春閣（ぞうしゅんかく）は、新潟県新発田市諏訪町にある建造物。大倉喜八郎の向島別邸（東京都）の一部を成していた接待用の建物を移築したもので、2023年4月より公開されている。

## 大倉別邸としての蔵春閣
大倉喜八郎は、1879年に向島の隅田川に面した場所（後の東京都墨田区堤通1丁目1番地）に別邸を構えた。特に、賓客の接待用として日露戦争後の1912年に隅田川に面して建てられた建物、蔵春閣として広く知られ、伊藤博文や渋沢栄一もここを訪れた事があるという。また、単に「御殿」とも称されていた。蔵春閣は、建築面積254.50平方メートル、延床面積398.50平方メートルの2階建てで、唐破風入母屋造りの屋根に避雷針が設けられていた。
戦後の占領期に、大倉別邸は「大倉別荘」ないし、「料亭大倉」として、占領軍将校の慰安所とされた。特殊慰安施設協会 (RAA) は、将校専用の接待施設として、大倉組の「特別の好意」を得て大倉別邸を接収したとされる。また、大倉別邸には、赤線地帯とされた鳩の街のカフェー街と連続するものとしてカフェーが置かれた時期もあった。

## 船橋への移設

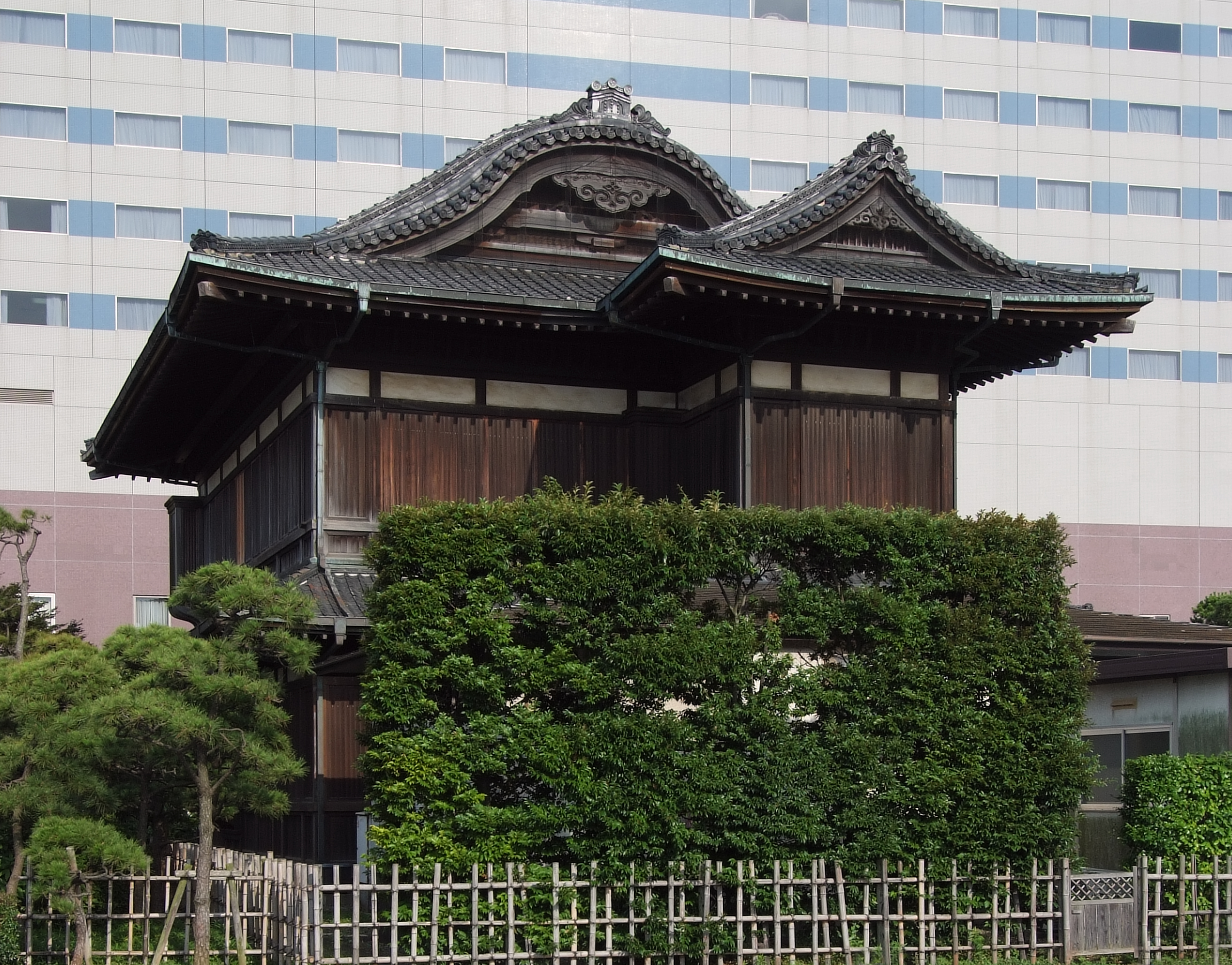
「喜翁閣」、2010年撮影。

1955年11月の船橋ヘルスセンター（現在の三井不動産商業マネジメント）の開業後、蔵春閣は朝日土地興業（後に三井不動産と合併）によって買収され、船橋ヘルスセンター内へ移設。「長安殿」と名を変えて、中華料理店の建物として再利用された。
1977年に船橋ヘルスセンターが廃業した後、1978年に曳家によって位置を変え、ららぽーとTOKYO-BAY内の一角に、三井ガーデンホテルの付属施設「喜翁閣」（きおうかく）として残されていたが、2006年に閉鎖された。
2011年にホテルが営業終了を終了したのに伴い、2012年に大倉文化財団へ寄贈され、同年から2013年にかけて、移築を前提として解体された。

## 新発田への移築
解体された部材は大倉文化財団が所有し、喜八郎の出身地である新潟県新発田市に蔵春閣の寄贈を申し出た。市は2017年秋に移築を決め、2019年2月、4ヵ所の候補地から東公園を選定した事を公表、2020年10月に着工した。2023年4月29日から一般公開された。